# Валютная биржа
Валю́тная би́ржа — организованный валютный рынок.
Элемент инфраструктуры валютного рынка, организующий и проводящий торги, в ходе которых участники заключают сделки с иностранной валютой. Валютная биржа организует работу базовых элементов инфраструктуры валютного рынка:
- торговой системы (механизм поиска контрагента),
- клиринговой и расчётной систем (механизм исполнения сделки)

## Назначение валютной биржи
С экономической точки зрения валютная биржа — это организованный участник на биржевом организованном валютном рынке.
С правовой точки зрения валютная биржа — это юридическое лицо, формирующее оптовый рынок путём организации и регулирования биржевой торговли иностранной валютой.
Валютная биржа — это место, где осуществляется свободная купля-продажа национальных валют, исходя из курсового соотношения между ними (котировки), складывающегося на рынке под воздействием спроса и предложения. Этому типу биржи присущи все элементы классической биржевой торговли. Котировки на бирже зависят от покупательной способности обмениваемых валют, которая, большей частью, определяется экономической ситуацией в странах-эмитентах. Операции на валютной бирже основаны на конвертируемости валют, обмениваемых на ней.
Основная задача биржи состоит не в получении высокой прибыли, а в мобилизации временно свободных валютных ресурсов, перераспределении их рыночными методами из одних отраслей экономики в другие и в установлении действительного рыночного курса национальной и иностранной валюты в условиях справедливой и законной торговли.
Прямое назначение валютной биржи — определять валютный курс, который представляет собой стоимость иностранной валюты. Однако развитие систем связи, массовый отказ от золотого стандарта в результате отмены Бреттон-Вудской валютной системы, развитие тенденций экономической глобализации привело к снижению роли национальных валютных бирж. Их место постепенно занимает глобальный круглосуточный валютный рынок Форекс.

## Срочные валютные биржи
Существуют валютные биржи, специализирующиеся на срочной торговле валютой и финансовыми активами:
1. Лондонская международная биржа финансовых фьючерсов (англ. London International Financial Futures Exchange),
2. Европейская опционная биржа в Амстердаме (англ. European Option Exchange),
3. Немецкая срочная биржа во Франкфурте (нем. Deutsche Terminboerse),
4. Сингапурская биржа (англ. Singapore International Monetary Exchange),
5. биржа срочной торговли в Сиднее (англ. Sydney Futures Exchange),
6. Австрийская срочная опционная биржа в Вене (Oesterreichische Termin Option-sboerse).

## Валютные биржи в России
По российскому законодательству валютные биржи — это юридические лица, созданные в соответствии с законодательством Российской Федерации, одним из видов деятельности которых является организация биржевых торгов иностранной валютой в порядке и на условиях, которые установлены Центральным банком Российской Федерации.
С 1 января 2014 года российское законодательство не предусматривает деления бирж на фондовые, валютные и товарные; для обозначения всех вышеперечисленных видов используется термин «биржа» (п.6 ст. 29 Федерального закона «Об организованных торгах»).